# Montigny-en-Cambrésis
Montigny-en-Cambrésis é uma comuna francesa na região administrativa de Altos da França, no departamento do Norte. Estende-se por uma área de 5.87 km². Em 2010 a comuna tinha 570 habitantes (densidade: 97,1 hab./km²).